# Heinz Dieter Paul
Heinz Dieter Paul (Broumov (okres Náchod), 3 september 1943) is een Duits componist, muziekpedagoog, dirigent, organist en fluitist.

## Levensloop
De hele familie van Paul werd als Sudeten-Duitsers in Tsjechië ontheemd en vertrokken naar Aalen in Baden-Württemberg. Al op achtjarige leeftijd kreeg hij les voor dwarsfluit, piano en orgel. In zijn jeugd werd hij organist en koorleider in de omgeving van Aalen. In 1964 werd hij ingetogen van de Duitse Bundeswehr en diende in de Gebergtejagersbrigade nr. 23 in Bad Reichenhall. In 1966 begon hij met zijn muziekstudies in de vakken piano, orkestdirectie en muziektheorie aan de Hochschule für Musik Karlsruhe in Karlsruhe. In 1969 en 1970 was hij repetitor aan de opera in Karlsruhe. In 1970 behaalde hij zijn diploma's als kapelmeester en privé-muziekleraar voor piano.
In 1970 ging hij opnieuw naar de Bundeswehr en werd tweede dirigent van het 1e Muziekkorps te Hannover. Het volgden functies als dirigent van militaire muziekkorpsen in Hamburg en Düsseldorf. Van 1972 tot 1975 was hij tweede muziekofficier bij het toenmalige Stabsmusikkorps van de Bundeswehr in Bonn. Van 1975 tot 1978 was hij kapelmeester van het muziekkorps nr. 9 te Stuttgart. 
Op 1 april 1978 werd hij opvolger van Werner Zimmermann als dirigent van het Legermuziekkorps 8 van de 1e Gebergtedivisie te Garmisch-Partenkirchen. Met dit militair orkest maakte hij een concertreis naar Rennes in Frankrijk. In 1979 volgden concertreizen naar Annecy, naar Dietikon in Zwitserland en naar Oslo en Hamar in Noorwegen. Verder verzorgde dit muziekkorps een optreden bij het NAVO-muziekfestival te Kaiserslautern. In 1980 speelde het muziekkorps bij het jaarlijkse feest van de Bondskanselier in Bonn. In 1985 nom het orkest deel aan de "Military-Tattoo" in Cardiff.
In 1987 werd Paul in de militaire rang van een eerste luitenant chef-dirigent van het "Stabsmusikkorps van de Bundeswehr" - het toenmalige eliteorkest van het Duitse leger - in Bonn. Een hoogtepunt met dit militaire muziekkorps was de concertreis naar Japan. Als vertegenwoordiger van de Bondsrepubliek Duitsland nomen zij van 13 tot 25 maart 1988 deel aan het Internationale militaire muziekfestival in Tokio en verzorgden vervolgens nog een optreden in Osaka. Na de Duitse hereniging verzorgde het muziekkorps onder leiding van Paul concerten in Saksen-Anhalt, Saksen en Brandenburg. In 1993 verliet Paul het leger en focusseerde zich op het componeren en de muziekopleiding.
Als componist schreef hij werken voor harmonieorkest.

## Composities

### Werken voor harmonieorkest
- 1977 Potz Blitz
- 1979 Countdown
- 1979 Innovation
- 1980 Tschaikowski-Melodien
- 1992 Jubiläumsmarsch - Marsch zu Ehren verdienter Musiker
- Wagneriaden